# Nikki Glaser
Nikki Glaser, född 1 juni 1984 i Cincinnati i Ohio, är en amerikansk komiker, skådespelare och programledare.
Glaser har varit programledare för flera TV-program: Not Safe with Nikki Glaser (2016) och realityprogrammen Welcome Home Nikki Glaser? (2022), Blind Date (2019) samt FBoy Island och dess spinoff Lovers and Liars (från 2021). Hon ledde Golden Globe-galan 2025.
Som skådespelare har hon medverkat i Amy Schumer-komedierna Trainwreck (2015) och I Feel Pretty (2018) samt i tv-serier som Inside Amy Schumer och A.P. Bio. Glaser har också tävlat i realityprogram som Dancing with the Stars (2018) och The Masked Singer (2022).